# Gintautas Iešmantas

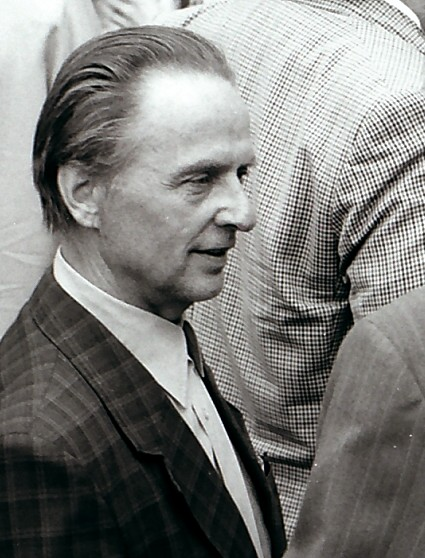
Gintautas Iešmantas

Gintautas Iešmantas (* 1. Januar 1930 in Šūkliai bei Kybartai, Rajongemeinde Vilkaviškis; † 4. September 2016 in Vilnius) war ein litauischer Politiker und Schriftsteller.

## Leben
Von 1937 bis 1943 lernte er in Griškabūdis in der Rajongemeinde Šakiai und von 1944 bis 1949 in Šakiai. Von 1949 bis 1953 absolvierte er das Diplomstudium für litauische Sprache und Literatur am Vilniaus pedagoginis institutas und wurde Lehrer. Von 1953 bis 1970 arbeitete er in den Zeitungen „Lietuvos pionierius“, „Tarybinis mokytojas“, „Liaudies sargyboje“ als Korrespondent, von 1972 bis 1974 als Leiter der Redaktionsabteilung bei „Komjaunimo tiesa“. 1980 wurde er verhaftet und wegen antisowjetischer Tätigkeit verurteilt. Die Freiheitsstrafe hatte er bei Oblast Perm, im Rajon Tschussowoi. Von 1986 bis 1988 wurde er nach Komi vertrieben und 1988 amnestiert. Von 1990 bis 1991 war er Redakteur von „Lietuvos žinios“ und von 1990 bis 1992 Deputat im Seimas.
Ab 1989 war er Mitglied der LSDP.

## Auszeichnungen
- 1990: Poulio-Lauricen-Freiheitspreis
- 1999: Vyčio Kryžiaus ordinas, 3. Stufe
- 2002: Juozas Tumas-Vaižgantas-Preis